# Maria Komnena
Maria Komnena, född 1144, död 1190, var en ungersk drottning, gift 1156 med kung Stefan IV av Ungern. Hon var dotter till prins Isaac Komnenos och Teodora och brorsdotter till den bysantinske kejsaren Manuel I Komnenos; hon var också dottersondotter till kung László I av Ungern. 
Maria trolovades år 1153 med kejsar Fredrik I Barbarossa, men förlovningen bröts och hon giftes år 1156 bort av sin farbror kejsaren med den ungerska prinsen Stefan, som flytt till det bysantinska hovet efter ett uppror mot sin bror, Géza II av Ungern. Äktenskapet var barnlöst. Vid Geza II:s död 1163 drev hennes farbror kejsar Manuel en kampanj för att få hennes man vald till kung i Ungern. I stället valde de ungerska baronerna hennes svåger, László II av Ungern, som förlänade hennes make en tredjedel av landet. Vid László II:s död 1163 valdes hennes man till Ungerns kung och hon blev därmed drottning. Samma år avsattes dock hennes man av sin brorson, Stefan III av Ungern. Paret flydde till det bysantinska hovet i Konstantinopel, där de avled.     